# آنیس باسوندان
آنیس باسوندان (انگلیسی: Anies Baswedan؛ زادهٔ ۷ مهٔ ۱۹۶۹) سیاست‌مدار اهل اندونزی است.
وی همچنین برندهٔ جوایزی همچون برنامه فولبرایت شده‌است.

## تحصیلات
او از دانش‌آموختگان دانشگاه مریلند در کالج پارک است.